# Tetratheca angulata
Tetratheca angulata är en tvåhjärtbladig växtart som beskrevs av R.Butcher. Tetratheca angulata ingår i släktet Tetratheca och familjen Elaeocarpaceae. Inga underarter finns listade i Catalogue of Life.